# Eclissi solare del 4 dicembre 2002
L'eclissi solare del 4 dicembre 2002 è un evento astronomico che ha avuto luogo il suddetto giorno attorno alle ore 7.32 UTC.